# چکای (استان اشوی‌داشکسیه)
چکای (به لهستانی: Czekaj) یک منطقهٔ مسکونی در لهستان است که در گمینا سنجشوو واقع شده‌است.